# Unione doganale dell'Unione europea
     Stati membri dell'Unione europea
     Stati non appartenenti all'UE che partecipano all'unione doganale o che fanno parte di unioni doganali bilaterali con l'UE

Stati membri dell'Unione europea
Stati non appartenenti all'UE che partecipano all'unione doganale o che fanno parte di unioni doganali bilaterali con l'UE

L'Unione Doganale dell'Unione Europea (European Union Customs Union) (EUCU) è un'unione doganale che comprende tutti gli Stati membri dell'Unione europea (UE), Monaco, Akrotiri e Dhekelia (dipendenze del Regno Unito che non facevano parte dell'Ue). Alcuni territori distaccati dei membri dell'Ue non partecipano all'unione doganale, di solito a causa della loro separazione geografica. Oltre all'EUCU, l'Ue fa parte di unioni doganali con Andorra, San Marino e Turchia (con l'eccezione di alcuni tipi di merci), attraverso accordi bilaterali separati.
L'unione doganale è una componente principale dell'Unione europea, sin dalla sua istituzione nel 1958 come Comunità economica europea. Non vi sono dazi o barriere non tariffarie agli scambi tra i membri dell'unione doganale e, a differenza di un'area di libero scambio, i membri dell'unione doganale impongono una tariffa esterna comune a tutte le merci che entrano nell'unione.
La Commissione europea negozia per e per conto dell'Unione nel suo complesso in accordi commerciali internazionali (come quello con il Canada e molti altri), piuttosto che ogni Stato membro che negozia individualmente. Rappresenta anche l'Unione nell'ambito dell'Organizzazione mondiale del commercio e qualsiasi controversia commerciale mediata attraverso di essa.
A seguito dell'uscita del Regno Unito dall'Unione europea nel 2020, questi ha lasciato l'EUCU il 1 gennaio 2021.

## Partecipanti extra Ue
Principato di Monaco e la dipendenza britannica di Akrotiri e Dhekelia
| Stato / territorio   | Accordo                               | Entrata in vigore |
| -------------------- | ------------------------------------- | ----------------- |
| Principato di Monaco | Convenzione doganale franco-monegasca | 1963              |
| Akrotiri e Dhekhelia | Accordo per la Brexit                 | 31 Dicembre 2020  |

### Unioni doganali bilaterali
Andorra, San Marino e Turchia, candidati all'adesione all'Ue, sono ciascuno in un'unione doganale con l'Ue.
| Stato      | Accordo | Entrata in vigore | Note                        |
| ---------- | --- | ----------------- | --------------------------- |
| Andorra    | Accordo in forma di scambio di lettere tra la Comunità economica europea e il Principato di Andorra - Dichiarazioni comuni                                                   | 1º gennaio 1991   | Esclude i prodotti agricoli |
| San Marino | Accordo di cooperazione e unione doganale tra la Comunità economica europea e la Repubblica di San Marino                                                                    | 16 dicembre 1991  |                             |
| Turchia    | Decisione n. 1/95 del Consiglio di associazione CE-Turchia, del 22 dicembre 1995, relativa all'attuazione della fase finale del Unione doganale tra Unione europea e Turchia | 31 dicembre 1995  | Esclude i prodotti agricoli |

## Territori dell'Ue con un opt-out
Mentre tutti gli Stati membri dell'Ue fanno parte dell'unione doganale, non tutti i loro rispettivi territori partecipano. I territori degli Stati membri che sono rimasti al di fuori dell'Ue (territori d'oltremare dell'Unione europea) generalmente non partecipano all'unione doganale.
Tuttavia, alcuni territori all'interno dell'Ue non partecipano all'unione doganale:
- Büsingen am Hochrhein (un'enclave tedesca in Svizzera, parte dell'area doganale Svizzera – Liechtenstein)[12][13]
- Livigno[12][13]
- Ceuta e Melilla (le due città autonome spagnole in Africa).[12][13]

Di seguito non sono elencati nel regolamento 952/2013 ma possono non essere partecipanti ad alcuni aspetti per altri motivi:
- Helgoland[11][12]

## Codice doganale dell'Unione
Il codice doganale dell'Unione (CDU), inteso a modernizzare le procedure doganali, è entrato in vigore il 1º maggio 2016. L'attuazione avverrà per un periodo di tempo e la piena attuazione è prevista entro il 31 dicembre 2020. La Commissione europea ha dichiarato che gli obiettivi del CDU sono semplicità, servizio e velocità.

## Tariffe esterne comuni
L'Unione doganale dell'Ue stabilisce le aliquote tariffarie per le importazioni nell'Ue da altri paesi. Queste tariffe sono dettagliate e dipendono dal tipo specifico di prodotto importato e possono anche variare in base al periodo dell'anno. Le aliquote tariffarie complete della nazione più favorita dell'OMC si applicano solo ai paesi che non hanno un accordo di libero scambio con l'Ue o che non fanno parte di un regime di esenzione riconosciuto dall'OMC come un tutto tranne le armi (un accordo di sostegno dell'Ue per i paesi meno sviluppati).